# Колль из Долин
Колль из Долин (исл. Dala-Koll, 872—919) — один из исландских первопоселенцев, родоначальник людей из Лососьей Долины и предок многих других героев «родовых саг».
Колль был сыном Бараньего Грима и внуком херсира Аси. Он стал управляющим у Ауд Мудрой, очень ценившей его, и прибыл в Исландию вместе с ней. Ауд выдала за Колля свою внучку Торгерд и предоставила ему всю Лососью Долину и земли до Реки Ястребиной Долины. После этого его стали называть Колль из Долин.
У Колля и Торгерд родились сын Хёскульд и две дочери — Гроа, жена Велейва Старого, и Торкатла, жена Торгейра Годи. После смерти Колля Торгерд уехала в Норвегию и там вышла за Херьольва. Её сын от этого брака Хрут стал наряду с Хёскульдом одним из героев «Саги о Ньяле».